# Conservación y restauración
La conservación y la restauración son dos actividades profesionales similares, ya que están dedicadas a fomentar la permanencia de aquellas manifestaciones culturales y artísticas, que son parte del patrimonio histórico de la humanidad, al protegerlas y rescatarlas responsablemente se logra transmitir a generaciones futuras su significado histórico, artístico y social. La restauración se puede considerar como una labor científica, ya que se manejan diferentes solventes, químicos y materiales específicos de la labor.
La conservación y la restauración se pueden ocupar para diferentes tipos de técnicas y materiales, como es la escultura en madera, las obras arquitectónicas, pinturas al óleo y acrílico, talla en mármol, papiros antiguos, entre otras piezas que tengan trascendencia en el tiempo.

## Etimología
El vocablo conservación deriva del latín conservatio, compuesto por cum, que tiene el valor de continuidad, y el verbo servare, salvar.
El origen etimológico de restauración proviene del término en latín de restauratĭo y sus componentes léxicos son: el prefijo re (repetición) y el verbo estatuere (colocar, erigir).

## Consideraciones iniciales

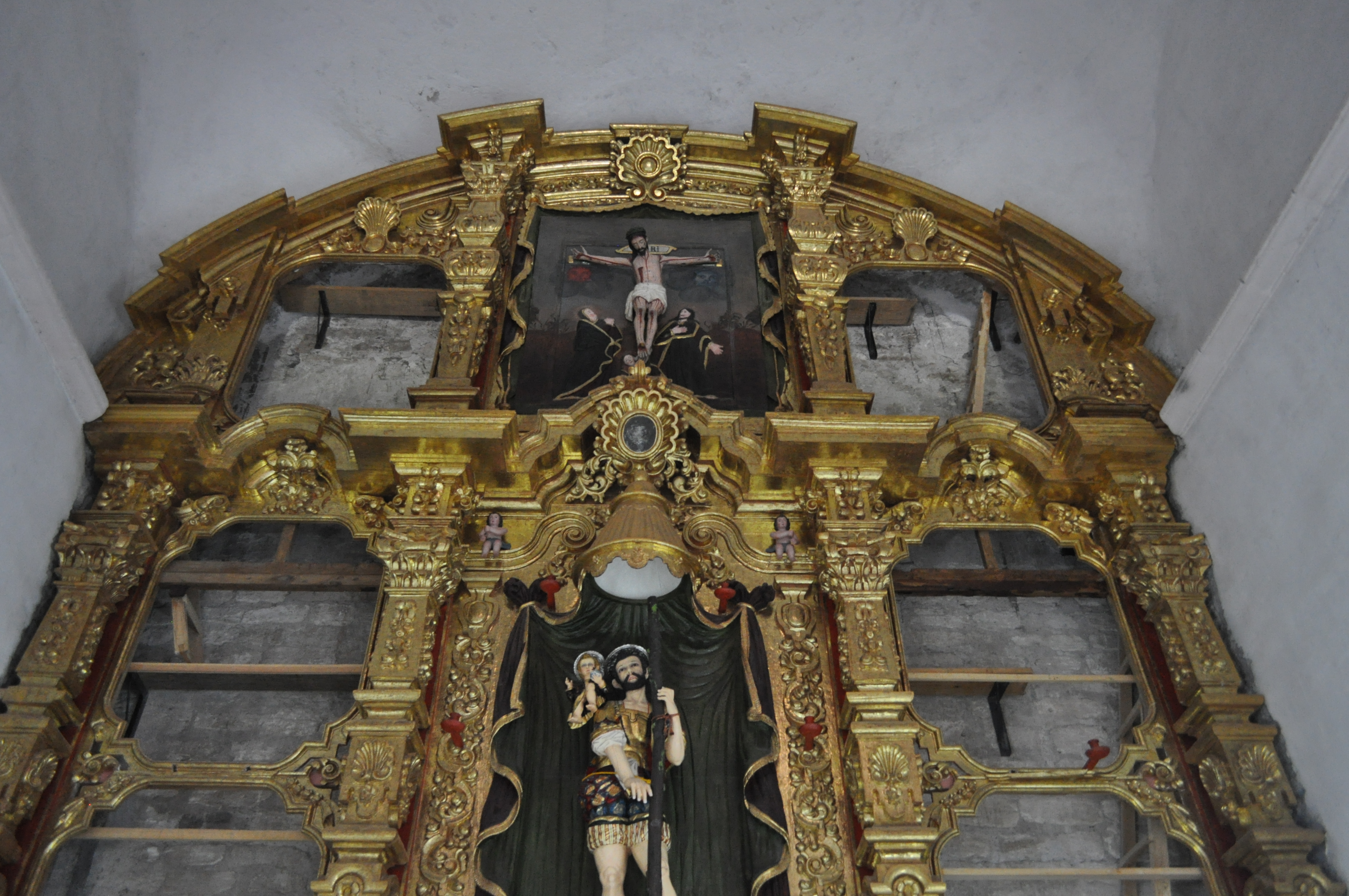
Retablo en restauración.

La identidad cultural de un grupo o comunidad se define por diversos aspectos en los que se manifiesta como los instrumentos de comunicación, la lengua, relaciones sociales, ritos y ceremonias, comportamientos colectivos, sistemas de valores y creencias. El patrimonio cultural se refiere a todo aquello que el hombre produce con su ingenio el cual agrupa en un acervo que transmite a las generaciones futuras y que al formar un patrimonio común, son la clave para distinguirse de cualquier otro grupo social, es por ello que proteger aquello que se produjo se traduce en cuidar los testimonios de su identidad. El patrimonio cultural se divide en patrimonio cultural tangible y patrimonio cultural intangible. Dentro del primero se desprenden los bienes culturales muebles y los bienes culturales inmuebles, los cuales son preocupación directa de la conservación y la restauración.
Los bienes culturales muebles son aquellos que por sus características se pueden desplazar, es decir trasladarse de un lugar a otro gracias a sus dimensiones o peculiaridades de manufactura. Dentro de estos bienes se pueden encontrar diversos objetos o artefactos como obra pictórica, escultórica, gráfica, bibliográfica y hemerográfica, material fotográfico, textiles, mobiliario, objetos ornamentales, entre otros.
Los bienes inmuebles al contrario de los anteriores, son aquellos que no pueden ser desplazados y tienen una situación fija, está compuesto por conjuntos arquitectónicos, obras de ingeniería, monumentos revestidos de valor arqueológico, histórico, arquitectónico, artístico o científico. Dentro de ellos se desprenden los bienes inmuebles por destino, que son aquellos elementos que están estrechamente vinculados al edificio histórico en el que se encuentra, como pintura mural realizada directamente sobre los muros, techos o bóvedas; pintura sobre lienzo o tabla adosadas a las paredes, también incluye retablos, relieves, pisos, techos, vitrales, puertas y ventanas, fuentes, cruces atriles y esculturas adosadas a la arquitectura.
Dentro de los bienes que integran el patrimonio cultural, también se incluye a aquellos objetos a los que se les reconoce una cualidad artística, las obras de arte asumen una peculiar relevancia dentro de los bienes culturales debido a su doble naturaleza referida como “condición dual”, es decir por su valor como documento y como unidad de imagen.

## Historia

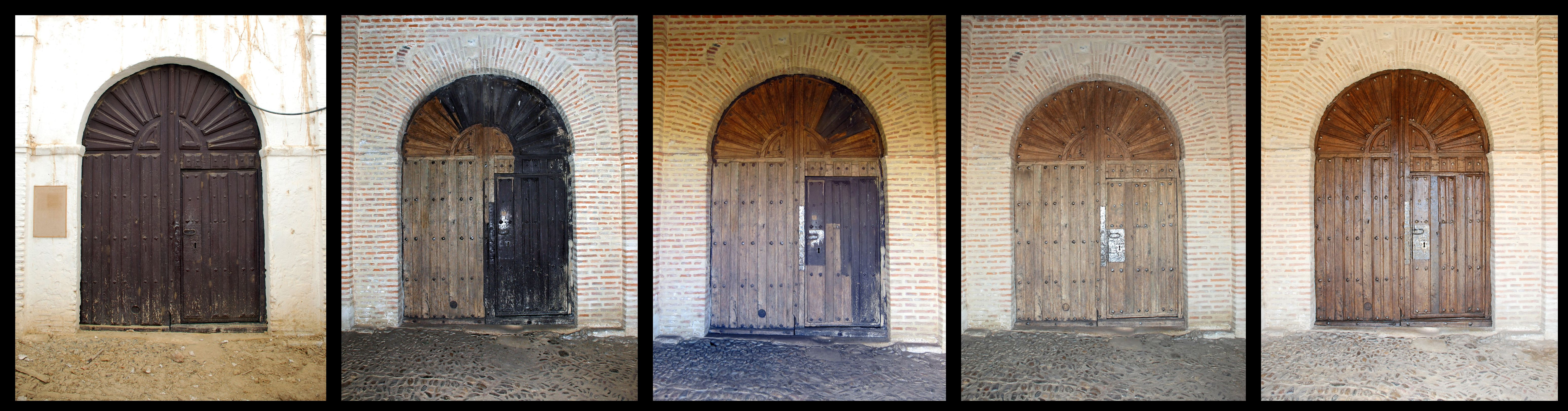
Proceso de restauración del portón de entrada de la Iglesia de La Asunción en Villamelendro de Valdavia.

El cuidado del patrimonio cultural tiene una larga historia dentro de las tradiciones de fijado y la reparación de objetos, y en las restauraciones de obras de arte individuales. Aunque las actividades de restauración de objetos se remontan a los inicios de la humanidad, como actividad pública y profesional, ésta comenzó en el siglo XIX. En el pasado se realizaron intervenciones de restauración principalmente en objetos de uso ritual, en México se han encontrado vasijas que se rompieron y después fueron unidas por medio de una costura. Plinio el Viejo ya menciona en su Historia Natural técnicas para desprender murales, práctica común entre los romanos que de esta forma expoliaron edificios griegos. Durante la edad media y el renacimiento las labores de restauración eran realizadas por artesanos, pero con el advenimiento del concepto de artista se comenzó a delegar estas actividades a artesanos marginados.
Es hasta el siglo XIX que comienzan a surgir personas solo dedicadas a conservar, mantener y en algunos casos reconstruir objetos del pasado. Los campos de la ciencia y el arte se volvieron cada vez más interdependientes gracias a científicos como Michael Faraday quien comenzó a estudiar los efectos nocivos del medio ambiente en las obras de arte. Luis Pasteur también llevó a cabo análisis científicos sobre la pintura durante este periodo. Sin embargo, quizás el primer intento organizado para conservar el patrimonio cultural fue la Sociedad para la Protección de Edificios Antiguos en el Reino Unido. Influenciada por los escritos de John Ruskin esta sociedad fue fundada por William Morris en 1877. Durante el mismo período, un movimiento con objetivos similares, también se había desarrollado en Francia bajo la dirección de Eugène Viollet-le-Duc un arquitecto y teórico francés al que se le puede considerar el primer restaurador. Viollet-le-Duc realizó un extenso estudio de la arquitectura gótica y se dispuso a reconstruir y completar las obras inconclusas de la época. Es también uno de los primeros en poner por escrito sus ideas y métodos; así como también es uno de los primeros en ser criticado públicamente por Ruskin.
El desarrollo de la conservación del patrimonio moderna recibió un impulso en Alemania, cuando en 1888 Friedrich Rathgen se convirtió en el primer químico en ser empleado por un museo, el Museo Real de Berlín. No solo desarrolló un enfoque científico para el cuidado de los objetos de las colecciones, sino que difundió este enfoque con la publicación de un Manual de conservación en 1898. A lo largo del siglo XX la ciencia de conservación ha ido adquiriendo una importancia creciente para proveer información física, química, biológica, geológica, etc., sobre los materiales y el entorno de los bienes culturales, permitiendo identificar las causas del deterioro, los mecanismos de degradación y proponer metodologías para la caracterización y protección de los bienes.
Ya a finales del siglo XIX comienza una corriente para dar fundamento a las prácticas de rescate de los objetos del pasado, comenzando en Italia con las obras de Camillo Boito. Con la asunción de la Italia fascista se comienza una labor de restauración y reconstrucción del pasado romano y renacentista del país que crea las condiciones para que más tarde se cree el Istituto Centrale per il Restauro. En esta institución surgirá el más conocido teórico de la restauración, Cesare Brandi.
La necesidad de establecer principios para regular la conservación y restauración de monumentos históricos quedó plasmada en la “Carta de Venecia” o Carta Internacional sobre la conservación y restauración de monumentos y sitios, suscrita en 1964.
A pesar de los grandes esfuerzos y aportaciones de diversos especialistas, la restauración y conservación actualmente sigue siendo una disciplina con un "cuerpo conceptual no consolidado", y por tanto los lineamentos teóricos que siguen las intervenciones pueden variar de acuerdo al contexto geográfico, el tipo de objeto intervenido e incluso la formación del especialista. En torno a esta disciplina se han creado nuevas figuras profesionales, como los científicos de la conservación, que contribuyen en el proceso de estudio de los objetos, a entender los procesos de degrado y a desarrollar nuevos materiales y técnicas de intervención.

## Conservación

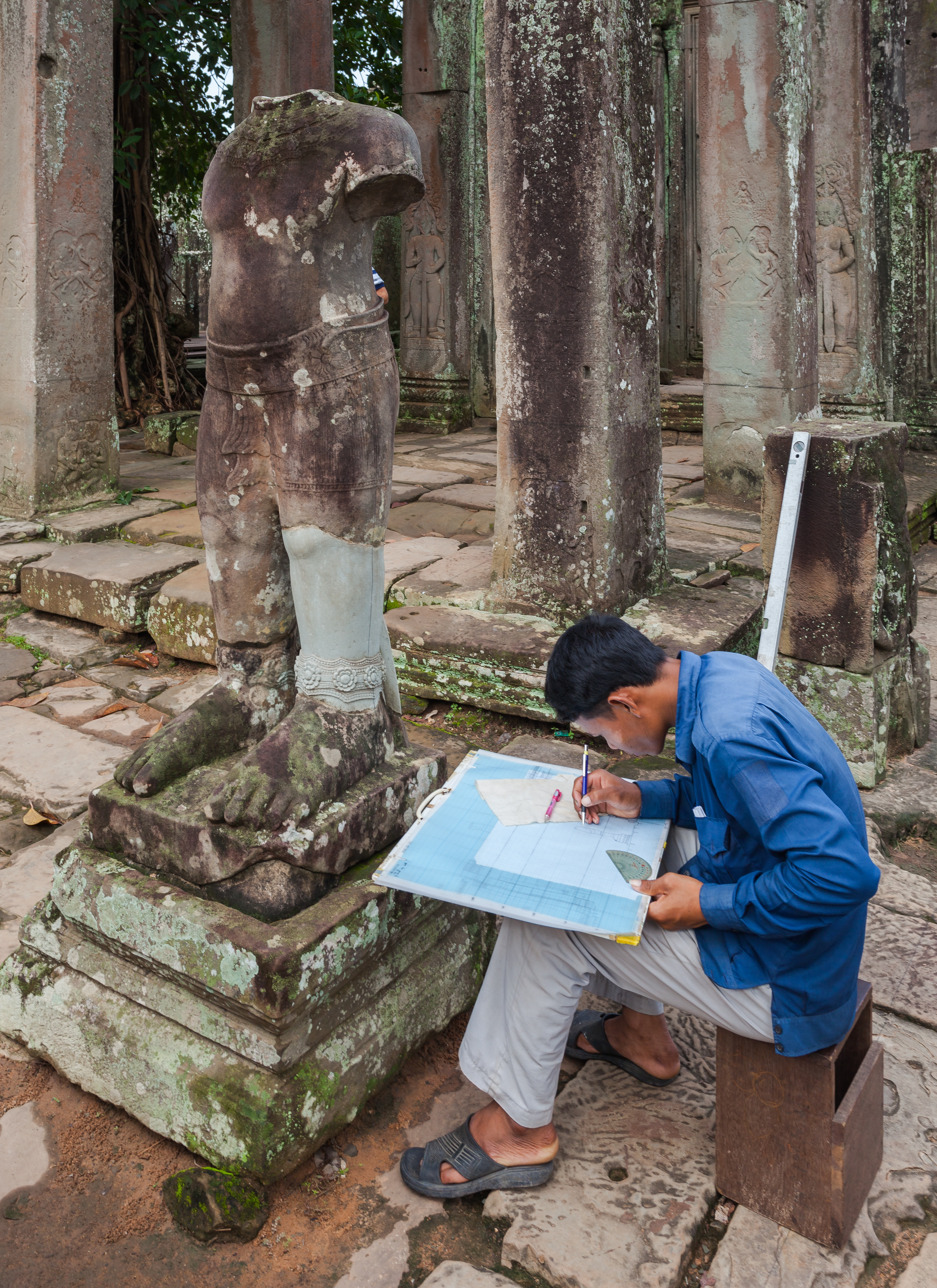
Trabajador tomando medidas de una pieza en restauración en Angkor Thom, Camboya.

La conservación es una disciplina profesional con carácter interdisciplinario, desarrolla continuamente criterios, metodologías, acciones y medidas que tienen como objetivo la salvaguarda del patrimonio cultural tangible, asegurando su accesibilidad, prolongando y manteniendo el mayor tiempo posible sin deterioro los materiales que constituyen a la obra, los valores que se les atribuyen y convierten al objeto en patrimonio cultural. Estas medidas y acciones deben respetar su autenticidad, el significado y las propiedades físicas del bien cultural, así como el valor documental, los signos del tiempo y las transformaciones propias de los materiales cuando no pongan en riesgo al objeto.
La conservación es un acto crítico, une términos prácticos, técnicos y teóricos en las actividades que le competen; los conservadores interpretan los valores reconocidos en el bien cultural, y crean una estrategia de trabajo delimitada por ejes éticos de la propia profesión, así como de cartas, acuerdos, documentos, convenciones, así como legislaciones locales e internacionales.
La conservación está dividida en tres campos de acción: la conservación preventiva, la conservación curativa o directa y la restauración.

## Conservación preventiva o indirecta
Consiste en todas aquellas medidas, políticas y acciones que tengan como objetivo evitar, retardar o minimizar futuros deterioros o pérdidas en el patrimonio cultural. Estas acciones se realizan sobre el contexto (las causas del deterioro) o el área circundante al bien, o más frecuentemente un grupo de bienes, sin tener en cuenta su edad o condición. Estas medidas y acciones son indirectas, es decir, no interfieren con los materiales y las estructuras de los objetos, no modifican su apariencia, busca que la restauración y la conservación curativa o directa no sean la primera opción de conservación. La conservación preventiva es considerada como sistema de mayor eficacia para promover la preservación a largo plazo de los bienes culturales. Algunos ejemplos son: iluminación, control de humedad relativa, control de temperatura, registro, embalaje, planes y manejo de riesgos.

## Conservación curativa o directa
La conservación curativa, directa o activa son todas aquellas acciones aplicadas de manera directa sobre un bien o un grupo de bienes culturales que tengan como objetivo detener los procesos dañinos presentes o reforzar su estructura (efectos y deterioros estructurales). Estas acciones solo se realizan cuando los bienes se encuentran en un estado de fragilidad notable o se están deteriorando a un ritmo elevado, por lo que podrían perderse en un tiempo relativamente breve. Estas acciones a veces modifican el aspecto de los bienes, su finalidad es dar un mayor tiempo de vida al objeto sin perder las propiedades que lo definen como patrimonio cultural y que experimente la menor cantidad posible de alteraciones. Entre estas actividades se encuentran: consolidación, eliminación de productos de corrosión, desalinización, desacidificación, desinfestación. También limpieza mecánica y fisicoquímica, reentelado, fijado, por mencionar algunos.

## Restauración

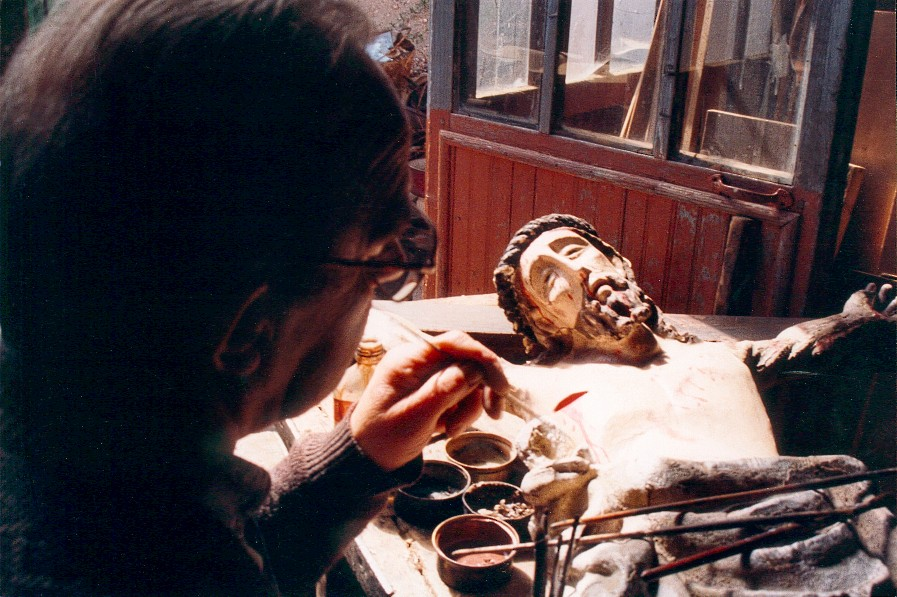
Ejemplo de restauración de una talla religiosa.

La restauración hace referencia a todas aquellas acciones aplicadas de manera directa a un bien individual y estable, que tengan como objetivo facilitar su apreciación, comprensión y uso (efectos estéticos y a sus valores). Estas acciones solo se realizan cuando el bien ha perdido una parte de su significado o función a través de una alteración o un deterioro pasados. En la mayoría de los casos, estas acciones modifican el aspecto del bien, buscan devolver al objeto su significado, y preservarlo para el futuro. Ejemplos: Reintegración cromática, unión de fragmentos, corrección de deformaciones, por mencionar algunos.
Para reforzar lo anterior, se menciona la reflexión de Carlos Chanflón Olmos hace sobre la finalidad de la Restauración “proteger las fuentes objetivas del conocimiento histórico”, dicha situación conlleva una acción responsable por proteger los bienes culturales. Por tal motivo, toda actividad de conservación y restauración sobre estos bienes requiere de un planteamiento crítico previo de defunción y valoración del objeto sobre el que se pretende actual. Por lo que, antes de cualquier práctica ejecutoria es necesario desarrollar “[…] una lectura previa del texto de la obra de arte [bien cultural] y, por consiguiente, una interpretación del mismo, una reacentuación valorativa de este texto entrando en diálogo con él y con las lecturas pasadas del mismo, así como anticipando posibles lecturas futuras”.

### Antecedentes
La restauración desde sus inicios empezó como una disciplina que busca proteger obras histórico-artísticas. En los siglos XIX y XX, autores como Eugène Viollet-le-Duc, John Ruskin, Camilo Boito, Cesare Brandi y Paul Philippot, ayudaron a establecer tanto técnicas, teorías y códigos éticos que se aplican en y durante la intervención de las obras artísticas en la actualidad. De acuerdo con Eugène Viollet-le-Duc, buscaba: “devolver al edificio el estado que pudo haber tenido” o “un estado que nunca llegó a tener”. Dichas palabras indujeron a diversas prácticas que, en la actualidad son descartadas debido a que consistía en dar al monumento a restaurar el aspecto que tuvo en sus inicios. A pesar de no ser aceptada, ayudó a cimentar ciertas bases para el futuro de esta disciplina. Por otra parte, John Ruskin, mostraba una postura totalmente opuesta, diciendo: “dejar que los edificios mueran dignamente”. Esto de la misma manera influyó en el futuro de la restauración, procurando que sus métodos no alteraran la forma original de la obra en cuestión.
Con el paso de los años se han ido consolidando diferentes criterios de restauración por parte de diversos autores. Dichos criterios formaron las Cartas del Restauro, las cuales fueron realizadas con la intención de establecer de común acuerdo para las intervenciones en materia de conservación y restauración. A su vez, las cartas permiten la creación e intervención de un equipo multidisciplinar, así como la creación de informes previos pertenecientes a las obras. Cada carta recibe su nombre respecto a las ciudades en las que se realizaron las reuniones de los países miembros de las organizaciones vinculadas al terreno de la conservación y restauración.  Estas cartas son apoyadas por organismos que promueven convenciones, cartas y normas que ayudan a regir la conservación del patrimonio a nivel mundial como lo son la Organización de Naciones Unidas para la Educación, la Ciencia y la Cultura (UNESCO) y el Consejo Internacional de Monumentos y Sitios (ICOMOS)
La primera carta se realizó en el año de 1905 en Viena, y posterior a este acontecimiento han seguido diversas convenciones y cartas hasta la actualidad. A continuación se mencionarán algunas de estas cartas:
- La Carta de Atenas de 1931 describe la salvaguardia de la arquitectura, es decir, la conservación sin intervención.[27]

- La Carta de Roma de 1931 desarrolla el problema del repristino o copia sin elementos básicos que lo amparen, así como la copia como base de la restauración.[27]

- La Carta de Venecia de 1964 separa la restauración como método de la conservación.[27]
- La Carta de Roma de 1972 define la salvaguardia de los monumentos, añadiendo a estos la pintura y la escultura.[27]
- La Carta de 1987 de Conservación y restauración de los objetos de arte y cultura. CNR. Roma.[30]
- Carta de Cracovia del 2000.[27]

## Preparación
Preparación es el término que se emplea para englobar aquellas actividades que se encargan del tratamiento del patrimonio geológico, biológico y paleontológico, es decir, los bienes o muestras asociadas al ámbito de la naturalia que suelen forman parte de colecciones museológicas y científicas, con excepciones. Principalmente, este grupo incluye rocas, minerales, sedimentos o fósiles, así como restos antropológicos, zoológicos, botánicos o micológicos, y su importancia cultural está íntimamente ligada a los valores que se les atribuyan (por ejemplo: rareza, origen, utilidad, etcétera).
Dado que los objetivos de la preparación están enfocados exclusivamente a favorecer las labores de investigación, algunas de las técnicas que se utilizan para preparar este tipo de ejemplares pueden tener un efecto negativo sobre el estado de conservación de los bienes. Sin embargo, diversas instituciones de referencia, como el Museo de Ciencias Naturales de Barcelona o el Instituto Catalán de Paleontología Miquel Crusafont, son pioneros en la incorporación de criterios actuales de conservación y en el diálogo interdisciplinario encaminado a compatibilizar y equilibrar los trabajos de investigación y conservación. Sin embargo, este tándem es aún muy incipiente y las leyes que regulan el patrimonio cultural y natural distan de encontrarse en sintonía, lo cual provoca problemas de intrusismo y rivalidad profesional, falta de colaboración, exigüidad formativa y falta de visión social-económica, entre otras.

## Diagnóstico y metodología de la restauración
Los trabajos interdisciplinares deben efectuarse de forma paralela y, tras exponer y discutir los resultados obtenidos, se tratará de establecer un diagnóstico y formular unas conclusiones adecuadas que establezcan cuál ha de ser el tratamiento de conservación y restauración más idóneo con mayores garantías y respeto hacia la obra.

### Control
La restauración se inicia con la apertura de un expediente o informe que acompaña a la obra durante todo el proceso, y con la inscripción en un libro de registro con su historial, procedencia y datos necesarios para su identificación. El expediente puede realizarse abreviado, en forma de ficha estandarizada, donde se anote tanto las características del documento como su estado de conservación y los procedimientos y productos empleados en el tratamiento. Estas fichas, que se comienzan rellenándose en esta fase, se completan a lo largo del proceso restaurador y finalizado este, se incluyen las recomendaciones complementarias para la futura conservación. Todo el proceso de conservación y restauración constará por escrito en un informe técnico exhaustivo, realizado por el restaurador, que irá ilustrado con fotografías y gráficos representativos de las distintas fases y que se completa con el resto de los informes efectuados por el personal del laboratorio y por los historiadores.
| N.º de registro Fecha de entrada y salida | Estado de conservación                  | Proceso de restauración               |
| ----------------------------------------- | --------------------------------------- | ------------------------------------- |
| Objeto                                    | Pérdidas                                | Limpieza mecánica acuosa, disolventes |
| Técnica                                   | Deformaciones                           | Desacidificación                      |
| Dimensiones                               | Roturas                                 | Laminación                            |
| Autor, título                             | Decoloración                            |                                       |
| Lugar y fecha                             | Agentes externos (manchas, insectos...) |                                       |
| Depositador por...                        |                                         |                                       |

### Documentación fotográfica

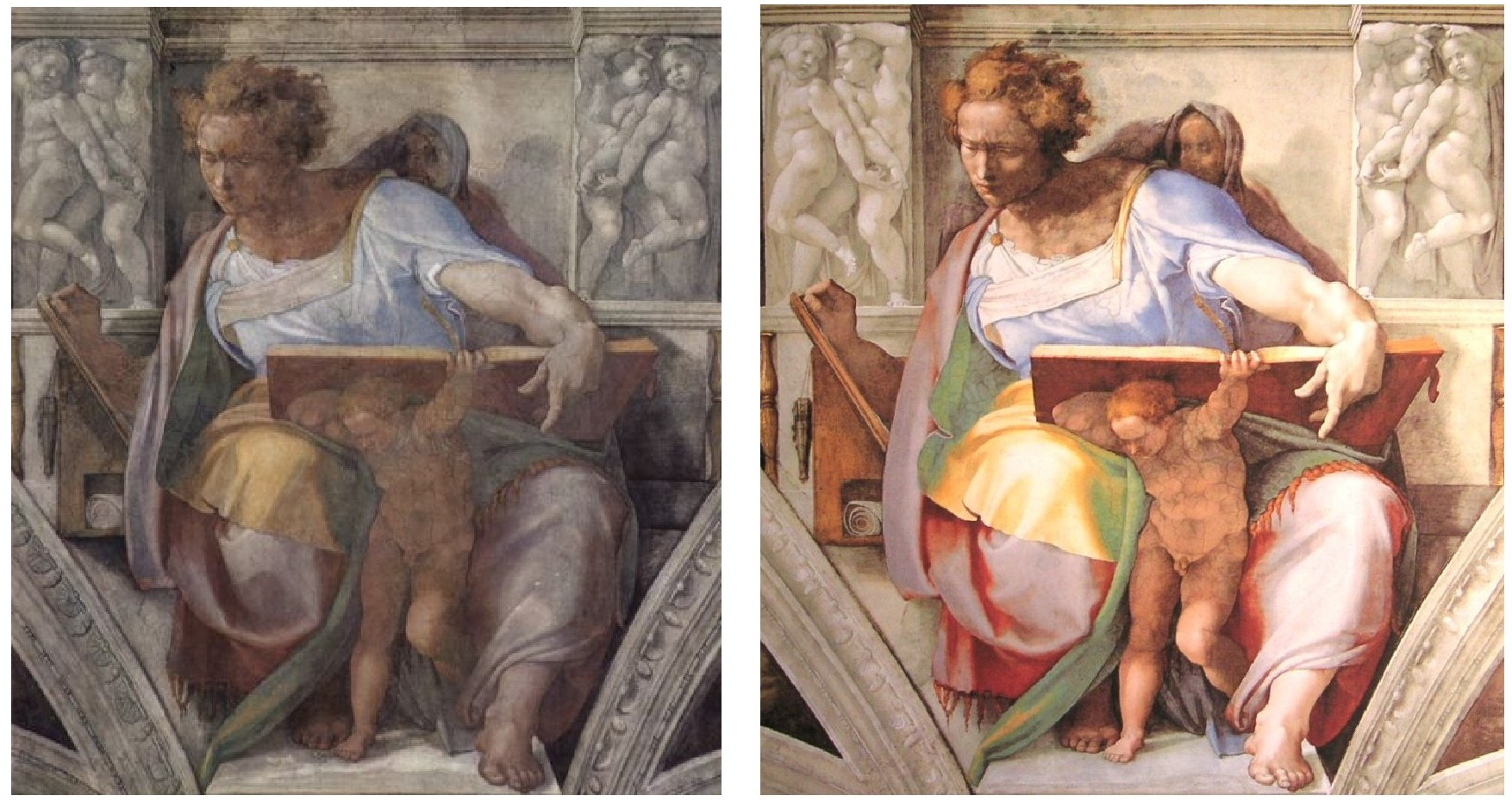
Archivo:Sistine Chapel Daniel beforandafter.jpg

La fotografía también forma parte del informe iniciado en la fase de control como testimonio del estado de conservación, evolución durante el proceso restaurador y resultado final. El trabajo de los fotógrafos ha de reflejar el estado inicial de la obra, anterior a la restauración y las distintas fases del proceso y el resultado final, una vez aplicado dicho tratamiento. Efectúan tomas generales de las distintas vistas del objeto tridimensional y de los detalles representativos desde el punto de vista estilístico y de los aspectos relacionados con el deterioro, así como de las modificaciones que se han producido durante la intervención. Esta documentación es esencial, no solo para demostrar el criterio seguido en el trabajo, sino como ayuda de cualquier investigación de historia del arte que vaya a realizarse sobre la pieza.

### Análisis físico
Sirve de referencia para el estudio iconográfico realizado por el historiador, la elaboración de los mapas de daños por parte del restaurador y la localización estricta de las muestras que puedan ser tomadas por químicos, biólogos y geólogos.
La reflectografía de infrarrojos es una técnica utilizada más frecuentemente en la pintura y de escasa aplicación en la escultura. En cambio, la fotografía de fluorescencia con lámpara ultravioleta es de mayor interés para desvelar la presencia de repintes, barnices envejecidos o pérdidas, localizar las juntas de unión entre las piezas de una obra en madera policromada o servir de ayuda en el proceso de limpieza.
Algunos análisis físicos se pueden realizar mediante ensayos no destructivos (END), que son métodos que puede hacerse in situ. Por lo general, son económicos y muy adecuados para la inspección, monitorización y evaluación de edificaciones históricas. Los ensayos no destructivos pueden dar resultados inmediatamente: detectar el estado de las estructuras, clasificar las estructuras de acuerdo con la condición actual, y comparar las diferentes propiedades con base en los valores umbral. Algunas técnicas no destructivas pueden ser radiografías, termografías, georradar, métodos eléctricos, partículas magnéticas, etc.

### Análisis químico
La metodología de trabajo y la secuencia de técnicas de análisis empleadas van a depender siempre de varios factores, como los componentes de la obra, si es necesaria o no la toma de muestra, el tamaño de ésta o el tipo de dato que se quiere obtener. Se estudia al microscopio óptico la morfología de las muestras y se determinan la sucesión de capas, el color y el espesor de cada una de ellas, las características ópticas de los pigmentos y la presencia de barnices o repintes, etc. El análisis propiamente dicho se efectúa por medio de técnicas instrumentales específicas de materiales orgánicos e inorgánicos. Hay técnicas analíticas complejas que pueden realizarse aprovechando la preparación microscópica, mientras que otras exigen aislar previamente un fragmento minúsculo de cada capa.

## Metodología y criterios de intervención
En este punto, nos referiremos, en líneas generales, a los aspectos básicos más comunes en los procesos de restauración de la obra tratada. Una parte de la restauración del patrimonio puede implicar la sustitución de la calefacción obsoleta y los sistemas de refrigeración con las más nuevas, o la instalación de controles de clima que no existían en el momento de la construcción. Tsarskoye Selo, el complejo de antiguos palacios reales fuera de San Petersburgo en Rusia son un ejemplo de este tipo de trabajo. La física de los materiales de una época anterior, que podría haber sido el estado de la técnica en el momento de la construcción, podría haber fallado, y ahora deberán ser sustituidos con una con mejor funcionamiento contemporáneo, pero estéticamente con materiales similares. La Restauración de los edificios de la Bauhaus en Dessau, Alemania Corrigieron una falla en la composición de una curva del techo.

### Tratamiento del soporte
Resulta necesario consolidar el soporte de madera, piedra, etc., cuando ha perdido su consistencia, e incluso reponer piezas, aunque esto último solo debe justificarse por necesidades estructurales, empleando materiales de comportamiento semejante frente a los factores ambientales y resistencia mecánica ligeramente inferior a los originales.

### Fijación, adhesión y consolidación de la policromía
El refuerzo de la adhesión del aparejo y la película pictórica debe hacerse siempre que estos lo requieren, por encontrarse desprendidos del soporte, o cuando se detecte una falta de adherencia entre sí. El adhesivo fortalece la unión entre dos capas o la de una capa con el correspondiente soporte. La conveniencia de los productos a utilizar se estudiará de acuerdo a las características de la policromía, teniendo en cuenta que nunca deben alterar su aspecto primitivo. Muchas pinturas verdes del siglo XVIII se hicieron con arsénico, un material no permitido en las pinturas. Otro problema se produce cuando el pigmento original proviene de un material que no estaba disponible. Desde la primera parte del siglo XIX momia de tierra se utiliza en la fabricación de algunos marrones. En este caso, organizaciones como la británica National Trust para Lugares de Interés Histórico o Belleza Natural colabora con un recreador de la pintura de colores históricos como Farrow y la ball para reproducir el color antiguo, estable, seguro y ambientalmente con materiales duraderos.

### Limpieza y eliminación de repintes
La limpieza tiene que ser homogénea, nunca caprichosa, pues de ser así, pueden crearse falsos históricos y acabados confusos. La intervención debe limitarse al mínimo imprescindible de acuerdo a lo establecido en la metodología de trabajo decidida por la comisión de especialistas. Ya se haga a través de medios mecánicos o utilizando productos de los que se conozca su fundamento de actuación, nunca deben alterarse la estructura ni el cromatismo de la obra. Hay que utilizar materiales de composición conocida y, aun así, realizar ensayos previos con disolventes y otros productos, localizadas en zonas discretas, ayudándose con una lupa binocular. En ningún caso la limpieza será profunda, pues siempre ha de conservarse el aspecto superficial, o «pátina» ocasionada con el paso del tiempo, así como respetar los restos eventuales de barnices antiguos, siempre y cuando no se encuentren tan alterados que modifiquen el tono original y dificulten la contemplación de la policromía.
La decisión de eliminar una repolicromía solo puede justificarse tras la exposición de sólidos argumentos. Nos consta que, en demasiadas ocasiones, se han perdido irremediablemente estos testimonios de los cambios de gusto y estilo a lo largo de la historia. La eliminación de una repolicromía debe ser aceptada, en todo caso, por una comisión interdisciplinar de especialistas, justificándose su viabilidad desde todos los puntos de vista: material, histórico, estético y funcional. Una vez decidida la eliminación, antes de intervenir se debe realizar una completa descripción y documentación de la policromía que incluya toda la información posible sobre la misma. Localizados con discreción, deben dejarse testigos significativos de la policromía eliminada.

### Reintegración
Primeramente, se debe determinar la metodología de trabajo buscando apegarse mayormente al original. Por lo que se refiere a la policromía, las reintegraciones deben justificarse por la recomposición de la correcta lectura de la misma. Según las circunstancias, se podrá elegir entre diversas soluciones: punteado, rayado, tintas planas, etc. Si las faltas, una vez realizado el proceso de limpieza y consolidación, dejan el soporte a la vista, de manera que el tono de este no distorsiona con el conjunto cromático, no será necesario efectuar reintegraciones. Siempre que sea posible, se recurrirá a cualquier documento, gráfico o escrito, que aporte datos fidedignos de su aspecto primitivo.

### Capa de protección
Deberá aplicarse solamente cuando se considere necesario para que proteja la obra durante su exposición, evitando la alteración del acabado primitivo y respetando en cualquier caso el acabado propio de cada estilo artístico.

## Conservador-restaurador
La conservación, actividad del conservador-restaurador, consiste en el examen técnico, la preservación y la conservación/ restauración de los bienes culturales: El examen es el primer paso que se lleva a cabo para determinar la estructura original y los componentes de un objeto, así como el alcance de los deterioros, alteraciones y pérdidas que sufre y la documentación sobre los descubrimientos realizados. La preservación es la acción emprendida para retardar o prevenir el deterioro o los desperfectos que los bienes culturales son susceptibles de sufrir, a modo de control de su entorno y/o tratamiento de su estructura, para mantenerlos el mayor tiempo posible en una condición estable. La restauración es la actividad llevada a cabo para rendir identificable un objeto deteriorado o con desperfectos, sacrificando el mínimo de su integridad estética e histórica.

## Formación
La conservación restauración de bienes culturales requiere de una formación específica que permita aplicar los tratamientos necesarios a los bienes, de forma que se garantice su transmisión al futuro con la mayor de las garantías. Para ello, existen centros específicos de formación, como son las facultades universitarias y las escuelas técnicas, donde los estudiantes adquieren los conocimientos y habilidades necesarias para el ejercicio de la profesión.

## Asociacionismo
Para mejorar las condiciones laborales de los restauradores conservadores de bienes culturales, al igual que en otros países, también en España se han creado numerosas asociaciones vinculadas a esta actividad profesional.